# Alaminos (Filipinas)
Alaminos es un municipio filipino de tercera clase, perteneciente a la provincia de La Laguna, en la región de Calabarzon.

## Organización territorial
Se divide en quince barangayes, a saber:
- Del Carmen
- Palma
- Barangay I
- Barangay II
- Barangay III
- Barangay IV
- San Agustín
- San Andrés
- San Benito
- San Gregorio
- San Ildefonso
- San Juan
- San Miguel
- San Roque
- Santa Rosa

## Demografía
En 2020, tenía censados 51 619 habitantes.